# Каукая
Каукая (порт. Caucaia) — муниципалитет в Бразилии, входит в штат Сеара. Составная часть мезорегиона Агломерация Форталеза. Находится в составе крупной городской агломерации Агломерация Форталеза. Входит в экономико-статистический микрорегион Форталеза. Население составляет 316 906 человек на 2007 год. Занимает площадь 1 227,895 км². Плотность населения — 258 чел./км².

## История
Город основан 5 февраля 1759 года.

## Статистика
- Валовой внутренний продукт на 2005 составляет 1.036.992.000,00 реалов (данные: Бразильский институт географии и статистики).
- Валовой внутренний продукт на душу населения на 2005 составляет 3.411,00 реалов (данные: Бразильский институт географии и статистики).
- Индекс развития человеческого потенциала на 2000 составляет 0,721 (данные: Программа развития ООН).

## География
Климат местности: тропический.